# Prîvitne, Sloveanoserbsk
Prîvitne (în ucraineană Привітне) este un sat în comuna Vesela Hora din raionul Sloveanoserbsk, regiunea Luhansk, Ucraina.

## Demografie
Componența lingvistică a localității Prîvitne
     Rusă (72,7%)
     Ucraineană (27,03%)
Conform recensământului din 2001, majoritatea populației localității Prîvitne era vorbitoare de rusă (72,7%), existând în minoritate și vorbitori de ucraineană (27,03%).